# Jean-Louis Giasson
Pour les articles homonymes, voir Giasson.
Jean-Louis Giasson (7 décembre 1939 à L'Islet-sur-Mer, Québec, Canada - 12 février 2014 à Yoro, Honduras) est un évêque catholique romain canadien, missionnaire et évêque au Honduras.
Jean-Louis Giasson a été ordonné prêtre en 1965 au sein de la Société des Missions-Étrangères du Québec à Laval, Québec. Après son ordination, M. Giasson s'est rendu au Honduras comme missionnaire en 1966 et, en 2003, il est devenu supérieur régional de la Société au Honduras.

## Évêque de Yoro
En 2005, après 48 ans de sacerdoce, il est nommé par le pape Benoît XVI premier évêque du diocèse catholique romain de Yoro, au Honduras. Il a démissionné le 21 janvier 2014 et est décédé moins d'un mois après avoir pris sa retraite.